# ピエール・ムーラン
ピエール・ムーラン（Pierre Moerlen、1952年10月23日 - 2005年5月3日）は、フランスのドラマーおよびパーカッショニストであり、ゴングとマイク・オールドフィールドとの仕事、およびピエール・ムーランズ・ゴングとして最もよく知られている。

## 略歴
ピエール・ムーランは、1952年10月23日にコルマール（オー＝ラン県）で、5人兄弟の3番目として生まれた。父はオルガン奏者、母は音楽教師。5人の兄弟はすべて両親に音楽を習い、全員がミュージシャンとなった。ピエールの弟であるブノワ・ムーランもパーカッショニストである（彼もゴングとマイク・オールドフィールドと仕事をしていた）。
ピエールはコルマールを離れてストラスブールに移り、レ・パーカッションズ・ド・ストラスブールの創設者であるジャン・バティーニュ (Jean Batigne)の下でパーカッションを学んだ。また、2つのロック・バンドとジャズ・ロック・バンドのメンバーを掛け持ちした。そのうちのひとつがハスム・コンジェラトゥール（Hasm Congélateur。後のマグマのギタリスト、ガブリエル・フェデローも在籍）で、その最も注目すべきパフォーマンスは、1972年9月のアンジュ、ジェネシス、ロバート・ワイアットのマッチング・モールがヘッドライナーを務めたセロンコート・フェスティバルのオープニング・アクトであった。
1973年1月、ムーランは、デヴィッド・アレンのゴングに参加し、アルバム『エンジェルス・エッグ』(1973年)でデビューした。1973年6月、彼はヴァージン・レコードの主宰であるリチャード・ブランソンから、力が発揮できなくなったロバート・ワイアットの代わりとして、『チューブラー・ベルズ』(1973年)の初演でマイク・オールドフィールドとパーカッションを演奏するよう依頼された。ゴングのギタリスト、スティーヴ・ヒレッジも参加。これを機に、『オマドーン』(1975年)から始まる、1975年から1987年にかけての間、ムーランはオールドフィールドのアルバムやツアーで選ばれるパーカッショニストとなった。
ムーランは何度かゴングを離れたり戻ったりしており、レ・パーカッションズ・ド・ストラスブールと一緒にツアーを行った（1975年のロワイヤン国際現代芸術祭では、カールハインツ・シュトックハウゼンの「Musik im Bauch」と平義久の「Hiérophonie V」を一緒に制作した）。ゴングのアルバム『ユー』(1974年)のレコーディングには参加したが、アルバムを宣伝するツアーが始まる直前にまた離脱した。
1975年の夏、バンドの創設者であるデヴィッド・アレンが脱退したとき、彼はディディエ・マレルブとスティーヴ・ヒレッジと共同でバンドを率いるために戻ってくるよう頼まれた。その後まもなくヒレッジが去ることとなり、次のアルバム『砂の迷宮 - シャマール』(1976年)では数曲にしか参加しなかった。さらにラインナップの変更を重ねたアルバム『ガズーズ!』(1976年。アメリカでは『Expresso』としてリリース) では、アラン・ホールズワースがギターを担当した。その後、マレルブが脱退し、「クラシック」ゴングのラインナップとの唯一のつながりとしてムーランが残された。次のアルバム『エクスプレソーII』(1978年)ではゴングの名前を保持したが、混乱を避けるために、バンドのコンサートはしばしば「Gong-Expresso」として発表された。これでは十分に明確でなかったため、1978年以降は、ピエール・ムーランズ・ゴング (PMG) という名前が使用された。
この時点で、アメリカ人ミュージシャンのボン・ロザガ（ギター）とハンスフォード・ロウ（ベース）を含むバンドは、カンタベリー・シーンに影響を受けた古いサイケデリアではなく、フュージョンを演奏していた。1978年、PMGはヴァージンの契約から解放され、アリスタと契約し、『ダウンウインド』(1979年)、『タイム・イズ・ザ・キー』(1979年)、『ライヴ』(1980年)、『リーヴ・イット・オープン』(1980年) をリリースした。この期間中、ムーランは定期的にマイク・オールドフィールドと共に世界ツアーを行った。
PMGは、1980年後半に北米とヨーロッパをツアーした後、1981年に活動を停止した。その年の後半、ムーランは一時的ながらセカンド・ドラマーとしてマグマに参加した。1983年のマイク・オールドフィールドの10周年記念ツアーに続いて、彼はスウェーデンのプログレッシブ/シンフォニック・バンド、トリビュート (1985年–1987年)に参加した。
PMGは、1980年代後半に2枚のアルバムとツアーのために再編成された。さまざまなミュージカルのオーケストラ・ピット・ミュージシャンとして数年間過ごした後、彼は1997年に海外ツアーのためにイギリスのジャズ・ロック・バンド、ブランドXに参加して現役に復帰した。その年の後半、彼はゴングに再び参加するよう求められ、1999年までバンドとツアーを行った。その後、彼は新しいPMGのラインナップとレパートリーをまとめることに専念し、2002年にモスクワで録音されたスタジオ・アルバム『ペンタナイン』(2004年)を生み出した。

## その死
ピエール・ムーランは2005年5月3日、突然に亡くなった。52歳での自然死だった。死の間際、彼はピエール・ムーランズ・ゴングの新しいラインナップでリハーサルを行っていた。

## ディスコグラフィ

### ゴング
- 『エンジェルス・エッグ』 - Angel's Egg (1973年、Virgin)
- 『ユー』 - You (1974年、Virgin)
- 『砂の迷宮 - シャマール』 - Shamal (1976年、Virgin)
- 『ゴングよ 永遠なれ』 - Gong Est Mort (1977年、Tapioca/Celluloïd) ※ライブ
- 『LIVE ETC. (ライヴ)』 - Live etc (1977年、Virgin) ※ライブ

### パラゴング
- Live 1973 (1995年) ※1973年ライブ録音

### ピエール・ムーランズ・ゴング
- 『ガズーズ!』 - Gazeuse! (1976年、Virgin) ※ゴング名義。アメリカ盤『Expresso』のタイトルでも知られる
- 『エクスプレソーII』 - Expresso II (1978年、Virgin) ※ゴング名義
- 『ダウンウインド』- Downwind (1979年)
- 『タイム・イズ・ザ・キー』- Time is the Key (1979年)
- 『ライヴ』- Pierre Moerlen's Gong: Live (1980年) ※ライブ
- 『リーヴ・イット・オープン』- Leave It Open (1981年) ※ライブ
- Breakthrough (1986年)
- Second Wind (1988年)
- 『フル・サークル (ライヴ’88)』 - Full Circle Live '88 (1998年) ※ライブ
- 『ペンタナイン』 - Pentanine (2004年)

### マイク・オールドフィールド
- 『オマドーン』 - Ommadawn (1975年)
- 『呪文』 - Incantations (1978年)
- 『エクスポウズド』 - Exposed (1979年) ※ライブ
- 『プラチナム』 - Platinum (1979年)
- 『クライシス』 - Crises (1983年)
- 『ザ・コンプリート・マイク・オールドフィールド』 - The Complete Mike Oldfield (1985年) ※コンピレーション
- 『アイランズ』 - Islands (1987年)

1973年11月、ムーランはBBCのマイク・オールドフィールドの「チューブラー・ベルズ」のスタジオ・ライブ・パフォーマンスに参加した。この時の映像はオールドフィールドのDVD『エレメンツ〜ザ・ベスト・オブ・マイク・オールドフィールド』で入手できる。

### その他
- スティーヴ・ヒレッジ : 『フィッシュ・ライジング』 - Fish Rising (1975年、Virgin)
- スラップ・ハッピー : 『悲しみのヨーロッパ』 - Desperate Straights (1975年)
- ペッカ・ポーヨラ : 『遥かなる地平線』 - Mathematician's Air Display (1977年)
- ミック・テイラー : 『ミック・テイラー』 - Mick Taylor (1979年)
- サリー・オールドフィールド : 『セレブレーション』 - Celebration (1980年)
- フィル・ライノット : 『ザ・フィリップ・ライノット・アルバム』 - The Philip Lynott Album (1982年)
- サリー・オールドフィールド : 『ストレンジ・デイ・イン・ベルリン』 - Strange Day in Berlin (1983年)
- ジャン＝イヴ・リーヴォー : Transformances (1983年)
- トリビュート : Breaking Barriers (1985年)
- ビレリ・ラグレーン : 『インフェルノ』 - Inferno (1988年)
- Project Lo : Dabblings in the Darkness (1995年)